# نادي ووركينغتون
نادي ووركينغتون (بالإنجليزية: .Workington A.F.C)‏ هو نادي كرة قدم بريطاني أٌسس عام 1921. يلعب النادي في دوري الشمال الممتاز.